# George Washington Memorial Bridge
Die George Washington Memorial Bridge (üblicherweise Aurora Bridge genannt) ist eine Gerberträger- und Fachwerkbrücke in Seattle im US-Bundesstaat Washington. Sie verbindet die beiden Stadtteile Queen Anne und Fremont und überspannt dabei den Lake Union. Ihre Länge beträgt 889 m und die Breite 21 m. Am 16. Juli 1982 wurde sie in das National Register of Historic Places aufgenommen.

## Geschichte
Mit dem Bau der Brückenpfeiler wurde 1929 begonnen. Der Bau der Brücke folgte kurz danach 1931 und die Eröffnung war am 22. Februar 1932, dem 200. Geburtstag von George Washington. Die Brücke wurde noch am gleichen Tag dem Verkehr übergeben.
Die Brücke war das letzte Verbindungsglied des Pacific Highway, der von Kanada nach Mexiko führte. Im Gegensatz zu früheren Brücken war aufgrund ihrer Höhe keine Zugbrücke nötig. Finanziert wurde die Brücke durch die Stadt Seattle, King County und den Bundesstaat Washington.
Ende 1990 wurde unter der Brücke der Fremont Troll, eine große Zementskulptur eines Trolls, der einen echten VW Käfer umklammert, installiert.
Am 27. November 1998 wurde Mark McLaughlin, der Fahrer eines Busses der Linie 359 der städtischen Verkehrsgesellschaft Metro Transit, vom Fahrgast Silas Cool erschossen, während der Bus die Brücke überquerte. Cool erschoss danach sich selbst und der Bus überquerte zwei Fahrstreifen und fiel von der Brücke auf ein Gebäude. Ein weiterer Fahrgast verstarb später infolge der Verletzungen, die er sich beim Sturz zugezogen hatte. Die Liniennummer 359 wurde daraufhin zu 358 geändert.

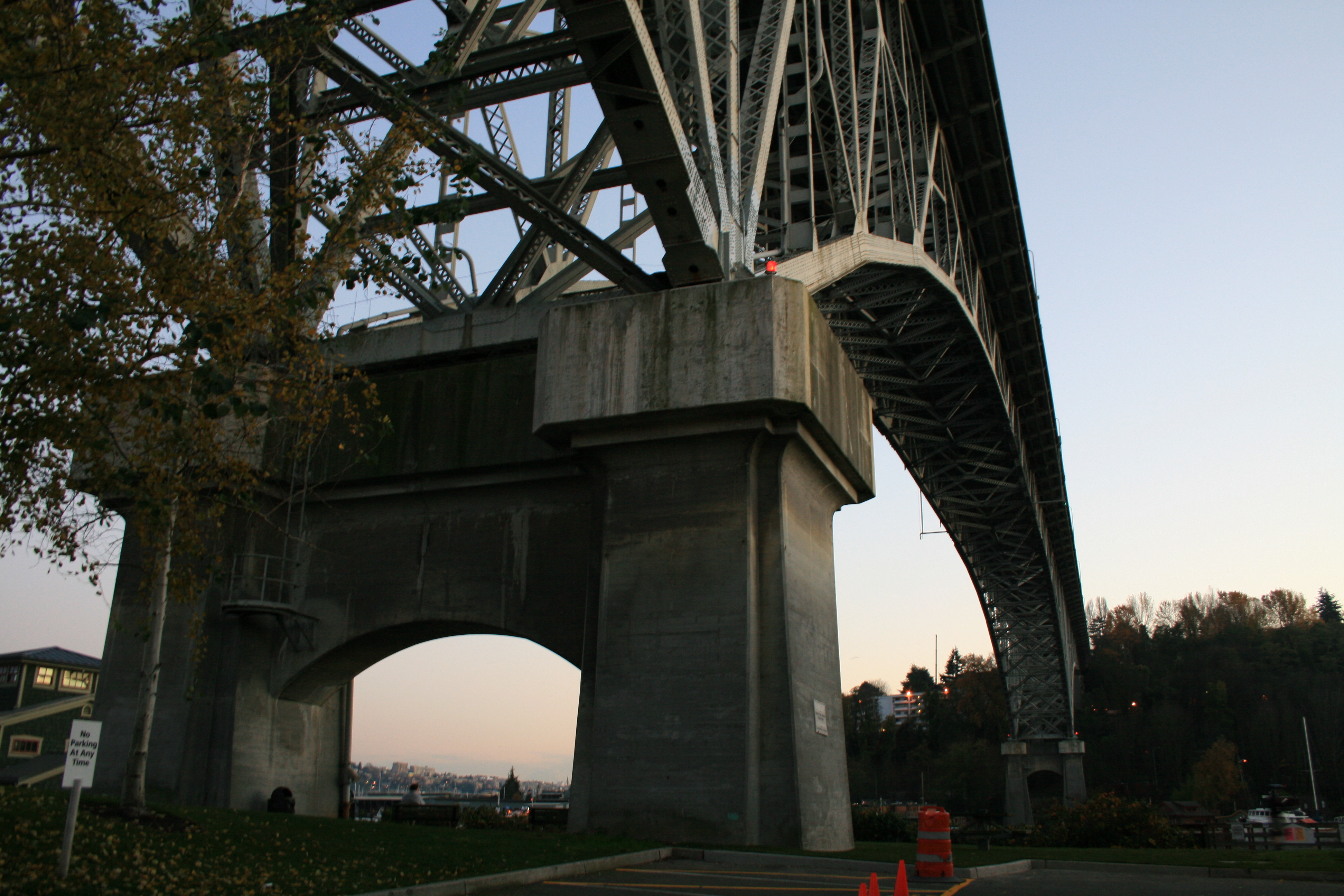
Der nördliche Brückenpfeiler
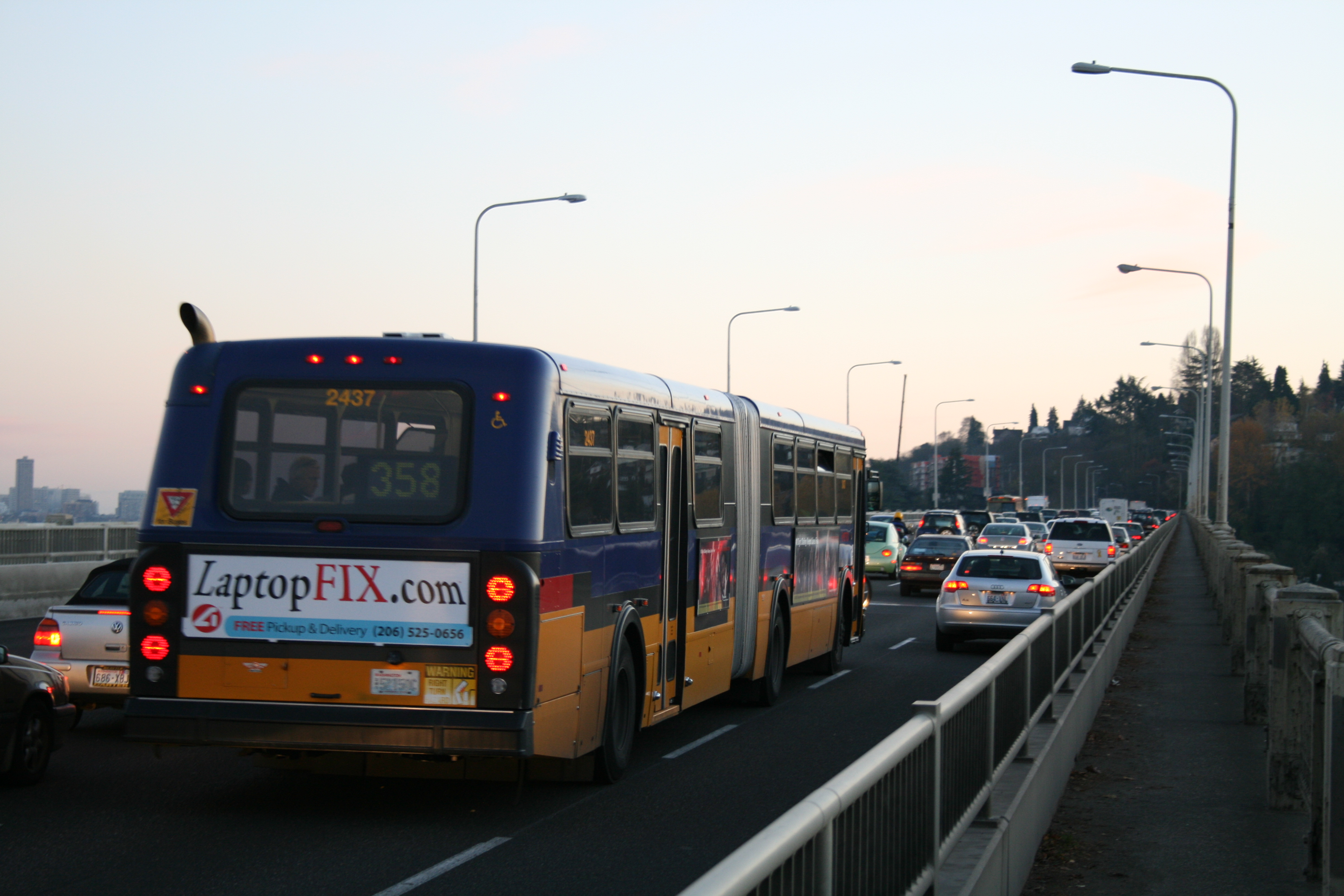
Ein Bus der Linie 358 überquert die Brücke

## Suizide

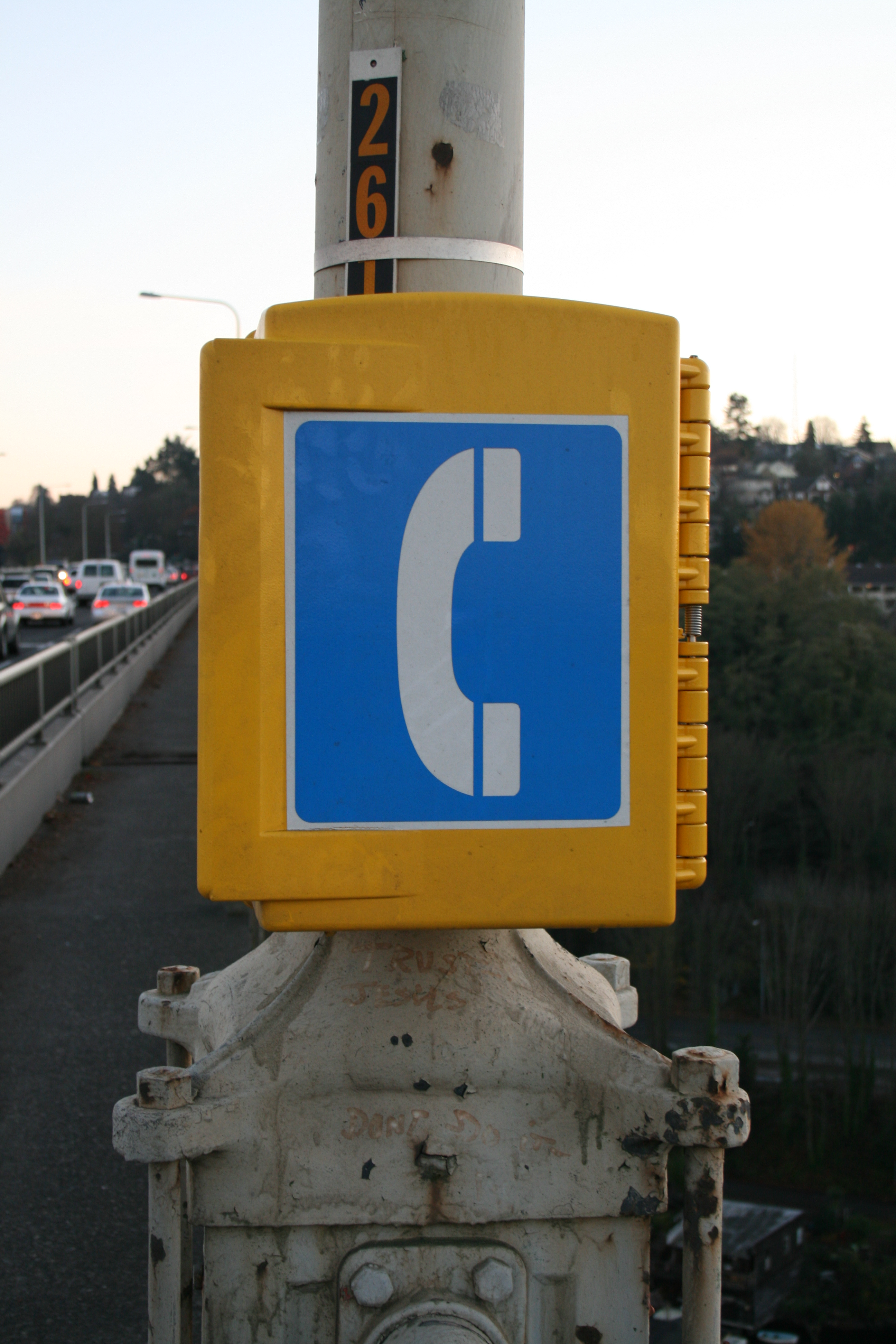
Eines von sechs Notfalltelefonen auf der Brücke

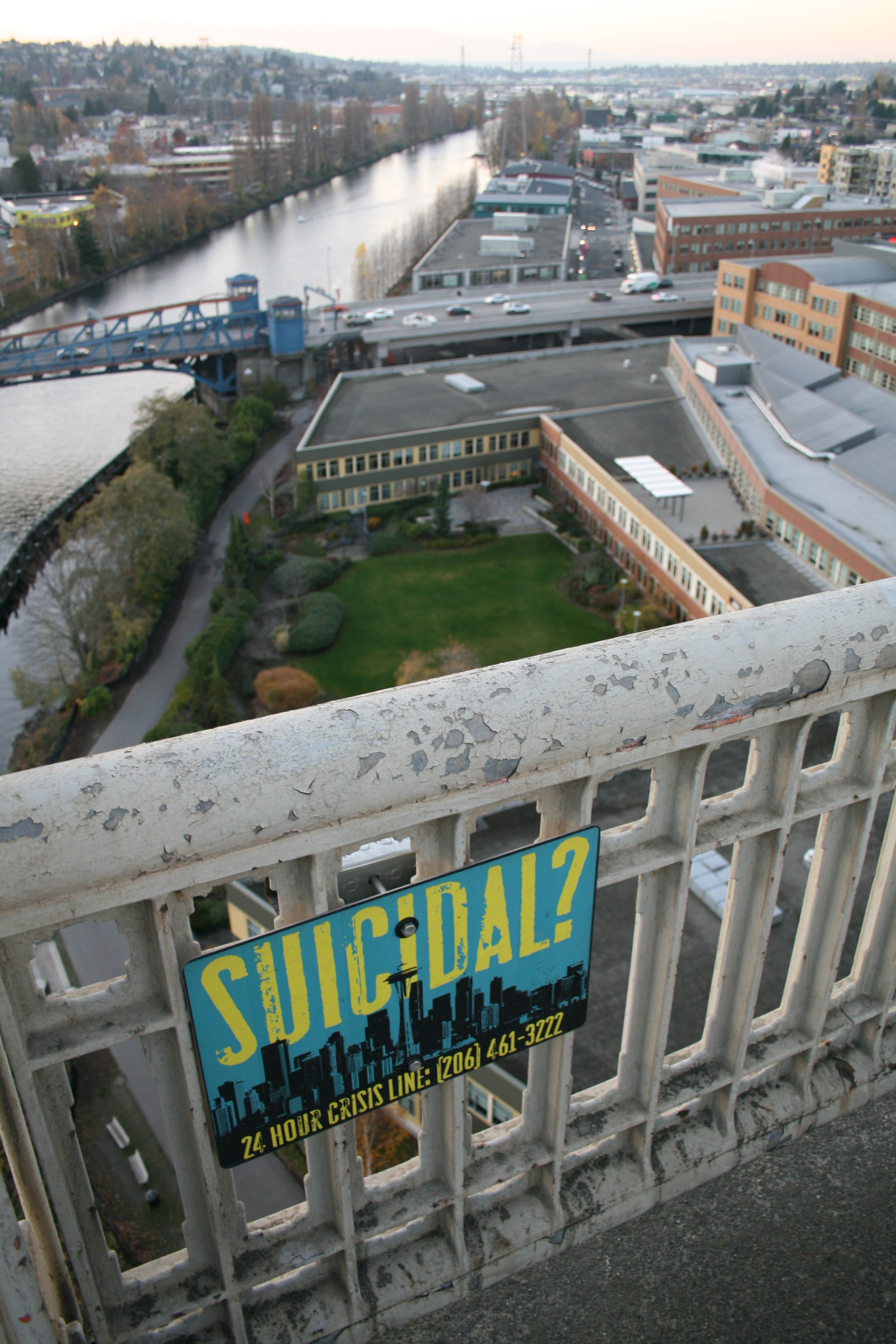
Hinweistafel für die Suizid-Hotline

Die Brücke ist Schauplatz zahlreicher Suizide. Es gab seit ihrem Bau bereits mehr als 230 tödliche Sprünge von der Brücke. Der erste Suizid geschah im Januar 1932, als ein Schuhverkäufer von der Brücke sprang, noch bevor der Bau vollendet war.
Zahlreiche Berichte befassen sich mit dem häufigen Auftreten von Suiziden, darunter auch Fallstudien zur Suizidprävention. Die Lake Union Review, eine Beilage der inzwischen nicht mehr bestehenden Seattle Press, veröffentlichte 2000 einen detaillierten Bericht über die Physik eines Suizids von der Brücke.
Trotz der Stärke des Aufpralls überleben manche Leute den Fall von der Brücke, jedoch nicht ohne gravierende Verletzungen.
Im Dezember 2006 wurden sechs Notfalltelefone und 18 Hinweistafeln auf der Brücke angebracht, um die Leute zu ermutigen, Hilfe zu suchen. 2007 stellte die Gouverneurin von Washington, Christine Gregoire, 1,4 Mio. US-Dollar bereit für die Errichtung eines 2,4 m hohen Zaunes, der helfen soll, die Anzahl der Suizide zu reduzieren.